# شانون باول
شانون باول (بالإنجليزية: Shannon Powell)‏ هو طبال أمريكي، ولد في 8 مايو 1962 في نيو أورلينز في الولايات المتحدة.

## وصلات خارجية
- الموقع الرسمي
- شانون باول على موقع ميوزك برينز (الإنجليزية)
- شانون باول على موقع ديسكوغز (الإنجليزية)